# قرار مجلس الأمن التابع للأمم المتحدة رقم 247
قرار مجلس الأمن التابع للأمم المتحدة رقم 247، الذي اتخذ بالإجماع في 18 مارس 1968، بعد التأكيد على القرارات السابقة بشأن هذا الموضوع، مدد المجلس ولاية قوة الأمم المتحدة لحفظ السلام في قبرص لمدة 3 أشهر إضافية، تنتهي الآن في 26 يونيو 1968. كما دعا المجلس الأطراف المعنية مباشرة إلى مواصلة العمل بأقصى درجات ضبط النفس والتعاون الكامل مع قوة حفظ السلام.